# سعد الله باشا
سعد الله باشا (بالتركية: Sadullah Paşa) رجل دولة من رجال الإمبراطورية العثمانية، وبالتحديد في أواخر عهد التنظيمات العثمانية. كان من مؤيدي تطبيق ممارسات وتظيمات العلوم الأوروبية.

## سيرته
ولد سعد الله باشا عام 1838م في أرضروم، وهو ابن أسد مخلص باشا. بعد الانتهاء من دراسته الابتدائية، تعلم اللغة العربية واللغة الفارسية واللغة الفرنسية. كما تلقى دروسًا خاصة في الأدب الفرنسي والشرقي.
في عام 1853، بدأ العمل في السلك الإداري العثماني. عمل أولاً في مالية أجرة الماشية. في عام 1856 عمل في مكتب الترجمة، في عام 1866 عين للعمل في المذاهب الكلامية. في عام 1868 أصبح «رئيس وزارة تعليم الدولة». في عام 1870 عين الملحق الرسمي للدولة. في الفترة من 4 أبريل 1876 إلى 30 مايو 1876 شغل منصب وزير التجارة والزراعة.
كان سعد الله ممثلاً للإمبراطورية العثمانية في مؤتمر برلين لتحديد أقاليم الولايات في شبه جزيرة البلقان في أعقاب الحرب الروسية التركية من 1877-1878. كان الوفد الذي شارك فيه ناجحًا في تغيير شروط السلام في سان ستيفانو لصالح الإمبراطورية العثمانية وفق معاهدة برلين.
كتب سعد الله قصيدة «القرن التاسع عشر»، والتي كانت مستشهدة في ذلك الوقت.
انتحر سعد الله باشا في فيينا عام 1891م.